# Geldrop-Mierlo
Geldrop-Mierlo (phát âmⓘ) là một đô thi ở phía nam  Hà Lan, thuộc tỉnh Noord-Brabant. Đô thị này được lập từ hai đô thị cũ Geldrop và Mierlo.
Geldrop-Mierlo có dân số khoảng 38.000 người, diện tích 31,39 km². 

## Cư dân nổ tiếng từ Geldrop-Mierlo
- Người mẫu Lara Stone sinh ở Geldrop và sống ở Mierlo.
- Dries van Agt.
- Pieter van den Hoogenband, huy chương vàng Olympic môn bơi.
- Nhà thơ Lévi Weemoedt.
- Cầu thủ bóng đá Ernest Faber.
- Nhà văn A.F.Th. van der Heijden.